# 1040년대
1040년대는 1040년부터 1049년까지를 가리킨다.